# Мария Рената Майенова
Ма̀рия Рената Майено̀ва (на полски: Maria Renata Mayenowa) е полска литературна теоретичка от еврейски произход, професор във Варшавския университет, действителен член на Полската академия на науките, съоснователка и директор на Института за литературни изследвания.

## Научни трудове
- O sztuce czytania wierszy (1963)
- O języku poezji Jana Kochanowskiego (1983)
- Poetyka teoretyczna (1974)
- Studia i rozprawy (1993)